# NGC 5982
NGC 5982 é uma galáxia elíptica (E3) localizada na direcção da constelação de Draco. Possui uma declinação de +59° 21' 22" e uma ascensão recta de 15 horas, 38 minutos e 40,0 segundos.
A galáxia NGC 5982 foi descoberta em 25 de Maio de 1788 por William Herschel.